# Bahnhof Nishi-Ogikubo
Der Bahnhof Nishi-Ogikubo (jap. 西荻窪駅, Nishi-Ogikubo-eki) ist ein Bahnhof auf der japanischen Insel Honshū. Er wird von der Bahngesellschaft JR East betrieben und befindet sich im Bezirk Suginami der Hauptstadt Tokio.

## Verbindungen
Nishi-Ogikubo ist ein Zwischenbahnhof an der Chūō-Hauptlinie von Tokio über Shinjuku nach Shiojiri, deren Gleise identisch mit jenen der Chūō-Schnellbahnlinie Tokio–Shinjuku–Takao sind. Parallel dazu verläuft die Chūō-Sōbu-Linie von Mitaka über Akihabara nach Chiba. Alle drei Linien werden von der Bahngesellschaft JR East betrieben. Zwischen Mitaka und Nakano wird die Chūō-Sōbu-Linie von U-Bahn-Zügen der Gesellschaft Tōkyō Metro mitbenutzt, die zur Tōzai-Linie nach Nishi-Funabashi und Tsudanuma durchgebunden werden.
Auf der Chūō-Schnellbahnlinie halten die Kakueki-teisha-Nahverkehrszüge und die Kaisoku-Eilzüge. Ausgangspunkte dieser überregionalen Verbindungen sind in der Regel Tokio im Osten sowie Takao und Ōtsuki im Westen. Manche dieser Züge verkehren über Ōtsuki hinaus nach Kawaguchiko oder wechseln in Tachikawa auf die Ōme-Linie. Tagsüber werden neun Verbindungen je Stunde angeboten, während der Hauptverkehrszeit kann die Zugfolge zwei Minuten betragen. An Wochenenden fahren die genannten Züge alle ohne Halt durch. Der Lokalverkehr durch die inneren Tokioter Vororte wird auf der Chūō-Sōbu-Linie abgewickelt, die über eigene Gleise verfügt und von den beiden anderen Linien betrieblich unabhängig ist. Während der Hauptverkehrszeit beträgt die Zugfolge zweieinhalb Minuten, wobei mehrere Züge weiter westlich nach Musashi-Koganei verkehren und erst dort wenden. Tagsüber werden acht Züge stündlich angeboten. Außer während der morgendlichen Hauptverkehrszeit und am späten Abend verkehren stündlich bis zu fünf U-Bahnen der Tōzai-Linie über die nominelle Endstation Nakano hinaus nach Mitaka.
An den Bushaltestellen vor dem nördlichen Ausgang halten zehn Buslinien der Gesellschaft Kantō Bus, eine weitere Linie führt am südlichen Ausgang vorbei.

## Anlage
Der Bahnhof steht an der Grenze der Stadtteile Nishiogi-kita im Norden und Nishiogi-minami im Süden. Die auf einem Viadukt befindliche Anlage ist von Osten nach Westen ausgerichtet und besitzt vier Gleise, die alle dem Personenverkehr dienen. Diese liegen an zwei überdachten Mittelbahnsteigen, wobei das nördliche Gleispaar dem Schnell- und Fernverkehr vorbehalten ist und das südliche Gleispaar dem Nahverkehr. Das Empfangsgebäude ist unter dem Viadukt angeordnet und von beiden Seiten her zugänglich, Aufzüge und Rolltreppen führen zu den Bahnsteigen hinauf.
Im Fiskaljahr 2019 nutzten durchschnittlich 45.712 Fahrgäste täglich den Bahnhof.

## Bilder

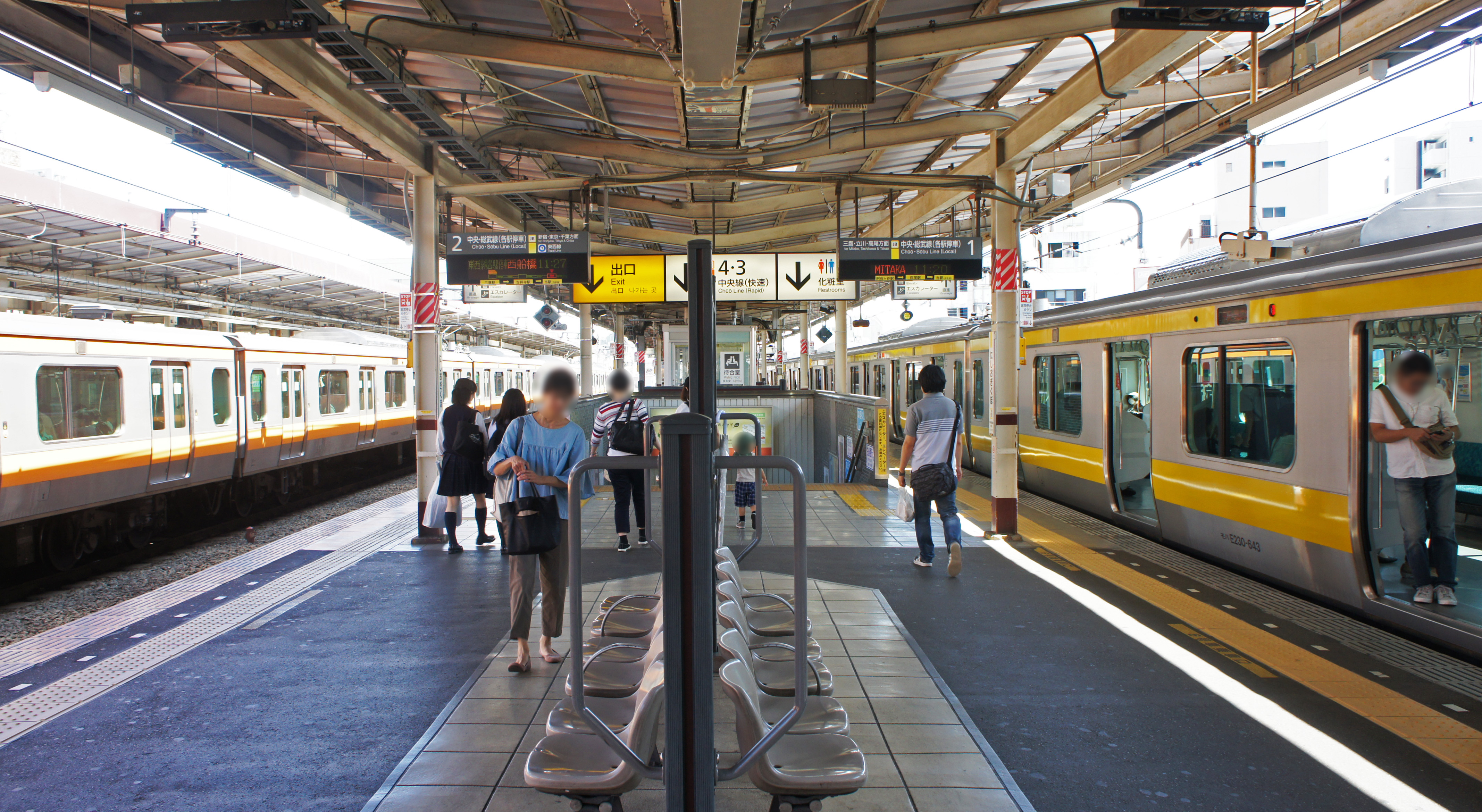
Bahnsteig der Chūō-Sōbu-Linie
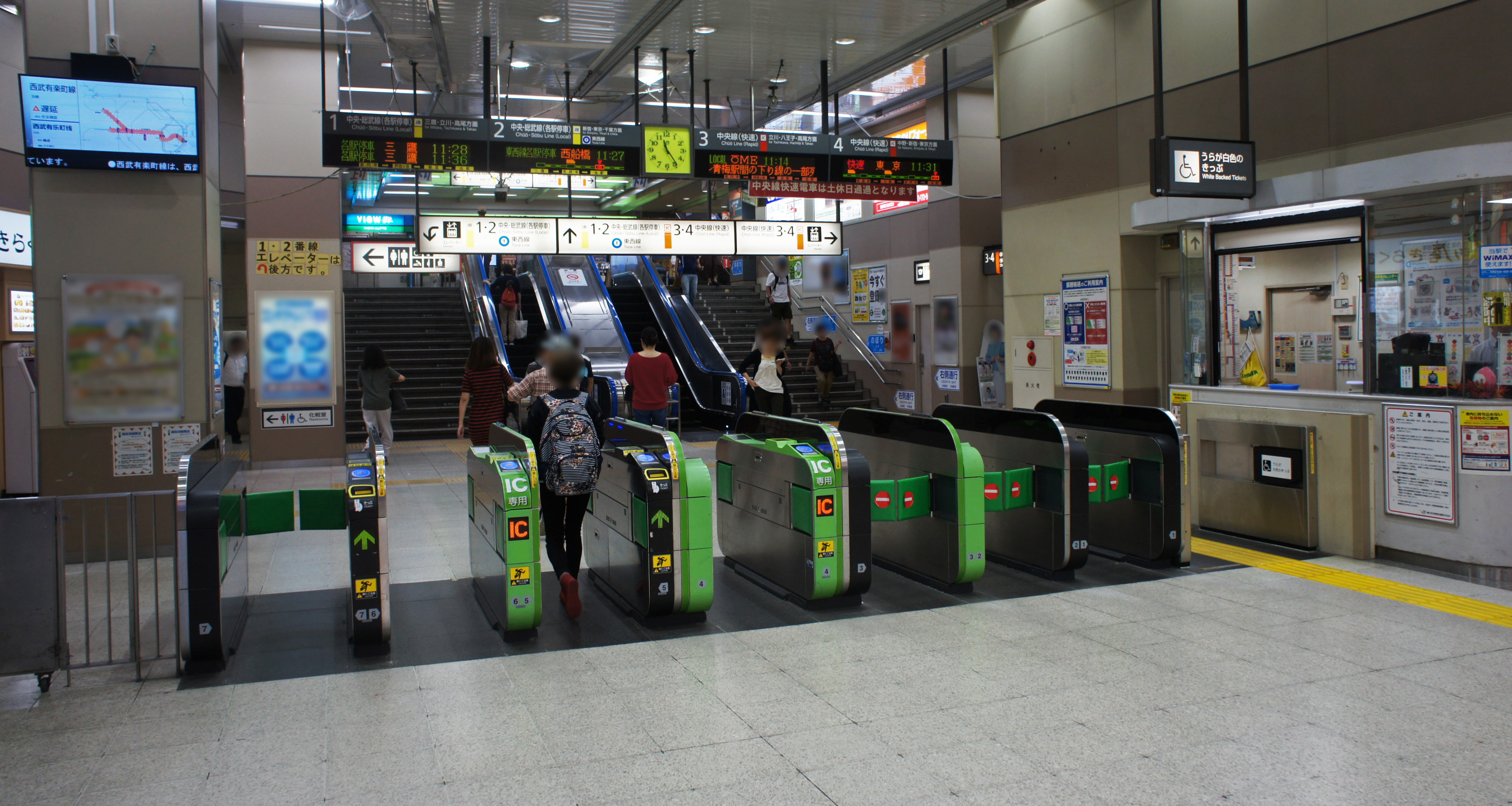
Bahnsteigsperren
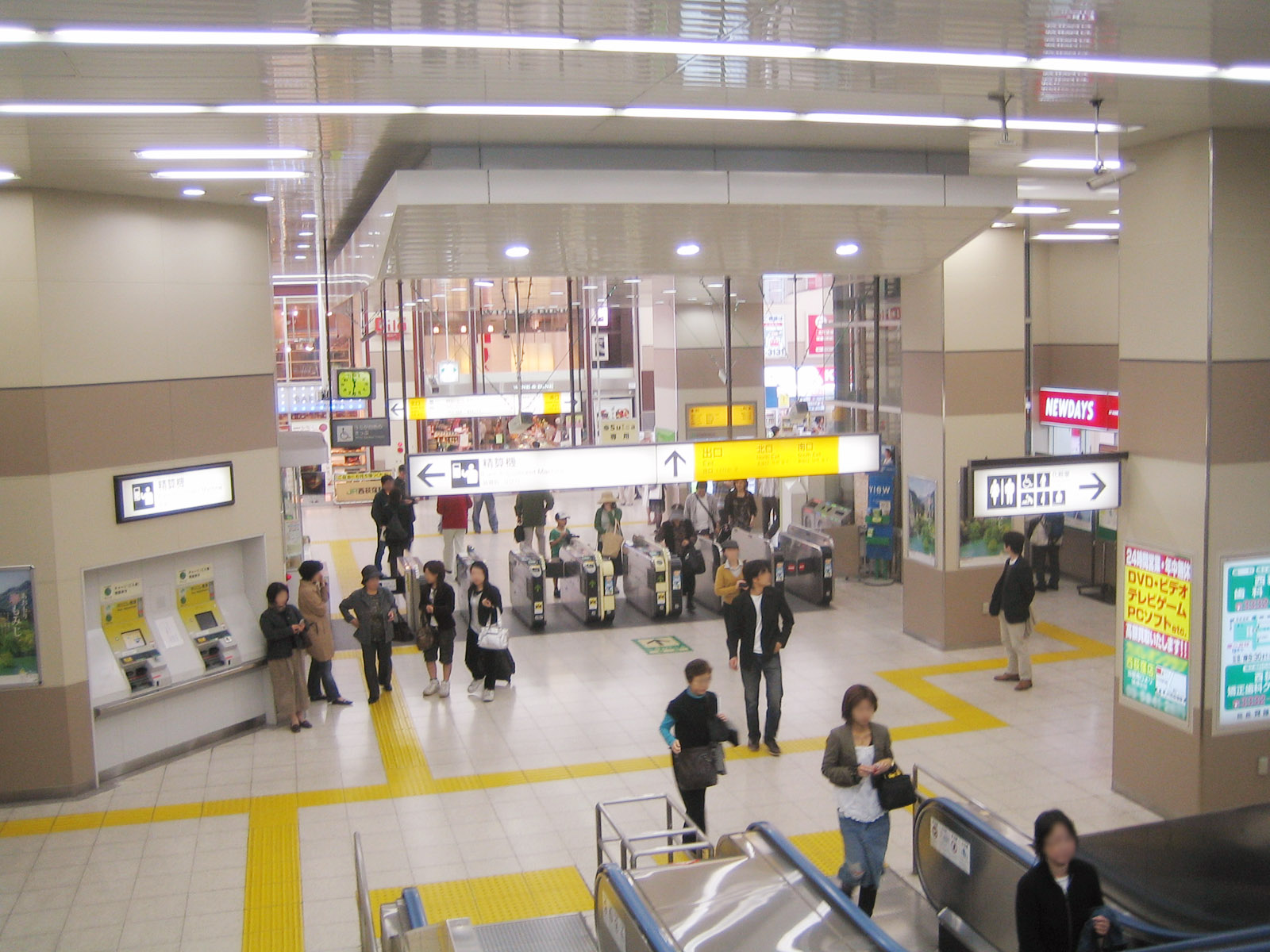
Verteilerebene
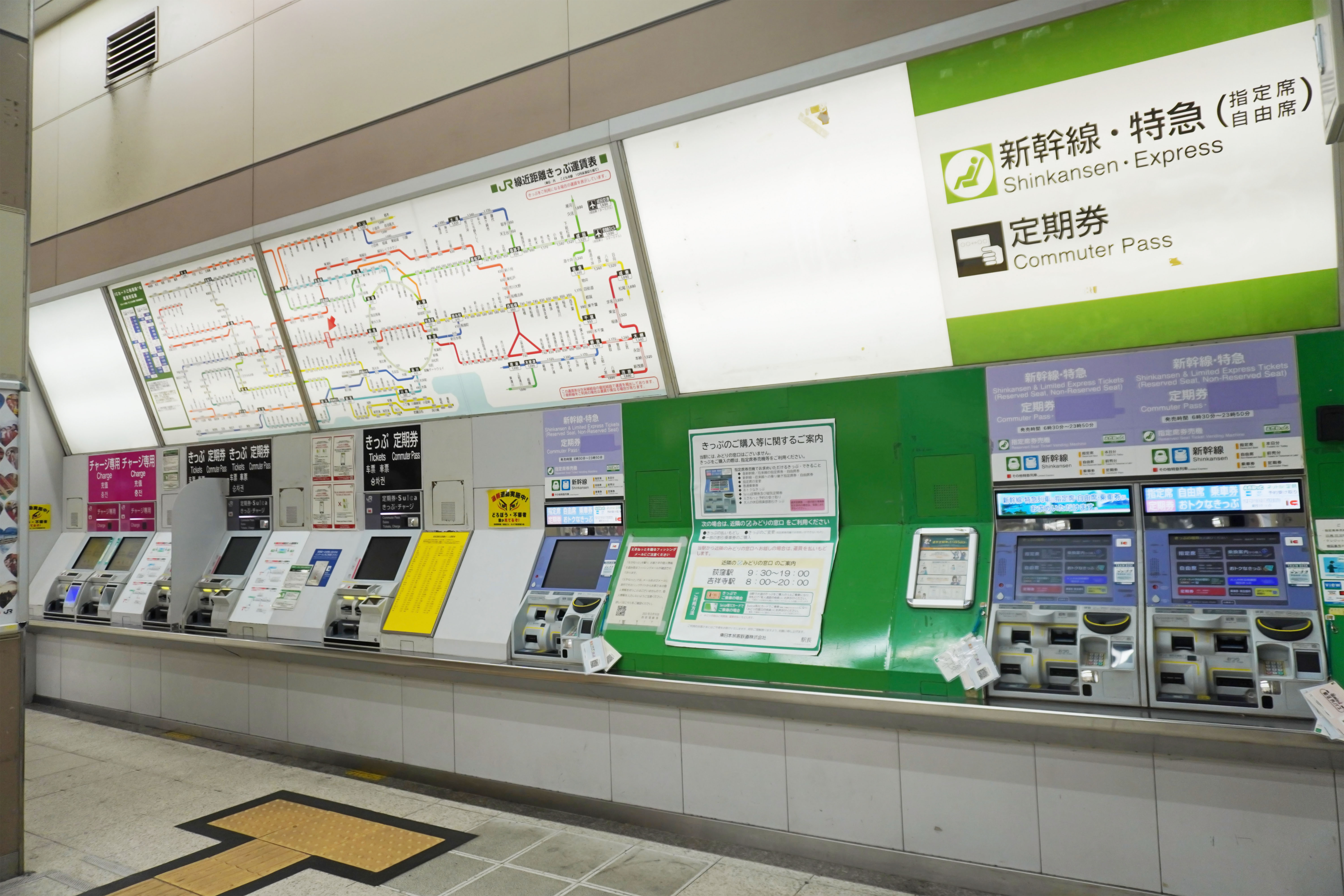
Ticketautomaten

## Gleise
| 1 | ▉ Chūō-Sōbu-Linie       | Mitaka                                                                               |
| 1 | Tōzai-Linie             | durchgebundene Züge nach Mitaka                                                      |
| 2 | ▉ Chūō-Sōbu-Linie       | Nakano • Shinjuku • Akihabara • Nishi-Funabashi • Chiba                              |
| 2 | Tōzai-Linie             | durchgebundene Züge nach Nakano • Iidabashi • Ōtemachi • Nishi-Funabashi • Tsudanuma |
| 3 | ▉ Chūō-Schnellbahnlinie | Mitaka • Tachikawa • Hachiōji • Takao                                                |
| 4 | ▉ Chūō-Schnellbahnlinie | Nakano • Shinjuku • Tokio                                                            |

## Linien
| Verlauf der Chūō-Schnellbahnlinie |
| --- |
| Tokyo –Kanda • Ochanomizu • Yotsuya • Shinjuku • Nakano • Kōenji • Asagaya • Ogikubo • Nishi-Ogikubo • Kichijōji • Mitaka • Musashi-Sakai • Higashi-Koganei • Musashi-Koganei • Kokubunji • Nishi-Kokubunji • Kunitachi • Tachikawa • Hino • Toyoda • Hachiōji • Nishi-Hachiōji • Takao |

| Verlauf der Chūō-Schnellbahnlinie |
| --- |
| Chiba • Nishi-Chiba • Inage • Shin-Kemigawa • Makuhari • Makuharihongō • Tsudanuma • Higashi-Funabashi • Funabashi • Nishi-Funabashi • Shimōsa-Nakayama • Moto-Yawata • Ichikawa • Koiwa • Shin-Koiwa • Hirai • Kameido • Kinshichō • Ryōgoku • Asakusabashi • Akihabara • Ochanomizu • Suidōbashi • Iidabashi • Ichigaya • Yotsuya • Shinanomachi • Sendagaya • Yoyogi • Shinjuku • Ōkubo • Higashi-Nakano • Nakano • Kōenji • Asagaya • Ogikubo • Nishi-Ogikubo • Kichijōji • Mitaka |

## Geschichte
Die Chūō-Hauptlinie war bereits 1889 durch die Kōbu Tetsudō eröffnet worden, doch fuhren die Züge hier zunächst über drei Jahrzehnte lang ohne Halt durch. Dies änderte sich am 15. Juli 1922 mit der Inbetriebnahme eines neuen Bahnhofs durch das Eisenbahnministerium. Bis Mitte der 1960er Jahre war der Bahnhof zweigleisig und ebenerdig. Dann baute die Japanische Staatsbahn den Streckenabschnitt Ogikubo–Mitaka von zwei auf vier Gleise aus und verlegte ihn gleichzeitig auf ein Viadukt. Die neuen Anlagen gingen am 6. April 1969 in Betrieb. Im Rahmen der Staatsbahnprivatisierung ging der Bahnhof am 1. April 1987 in den Besitz der neuen Bahngesellschaft JR East über.